# ぎょしょく
ぎょしょくとは、魚の生産から消費、さらに生活文化までを含む幅広い内容を広く普及するための教育プランである。

『ぎょしょく』には、７つの概念があり、魚触から始まり、最後に魚食へと到達できることを目的としている。愛媛県南宇和郡愛南町のぎょしょくのホームページにあるキャッチコピーは『愛南の魚に触れ、その色を知り、職と殖を学んで、飾を知り、植（環境）を考え、さあ、食べましょう！』

## 概念
『ぎょしょく』の７つの概念は以下の通り
1. 魚触…魚に触れる体験学習や魚の調理実習で、特に、地元で水揚げされた魚を触ったり、さばいたりする学習
2. 魚色…「魚嘱」の意味も含み、魚の色や嘱、つまり、魚の種類や栄養などの魚本来の情報に関する学習
3. 魚職…魚の生産（漁獲）から加工、流通、それに販売といった職業の現場に関する学習
4. 魚殖…「漁職」から派生したもので、「そだてる漁業」、すなわち養殖業の生産や流通に関する学習
5. 魚飾…「飾り海老」や「祝い鯛」のような、魚文化に関する学習
6. 魚植…魚の環境と生態を学ぶ学習
7. 魚食…従来から広く取り組まれている魚食普及も含み、魚本来の味を知る学習

## 愛南町のぎょしょく教育の経緯
- 2005年 「ぎょしょく教育」プログラムの試行
- 2007年 『ぎょしょく教育実践マニュアル』の刊行、カードゲーム「ぎょショック」の完成・配布
- 2008年 ぎょしょくに関する様々な刊行物の発行や販促が行われる
- 2009年 さかなクンによる食育普及講演会
- 2010年 ぎょしょく普及戦隊「愛南ぎょレンジャー」の完成、日本初の中・高・大学生のシーフードジュニアマイスター4名が誕生
- 2011年 ぎょしょく教育教材DVD「ぎょしょーく愛南」の制作、『愛南ぎょしょく教育プラン』の策定